# Griekenland op de Olympische Zomerspelen 1928
Griekenland nam deel aan de Olympische Zomerspelen 1928 in Amsterdam, Nederland. De Grieken keerden net als vier jaar eerder met lege handen naar huis.

## Deelnemers en resultaten

### Atletiek
| Olympiër                                                                    | Discipline               | Resultaat | Prestatie                                 |
| --------------------------------------------------------------------------- | ------------------------ | --------- | ----------------------------------------- |
| Renos Frangoudis                                                            | 100m (m)                 | series    | serie 9: 6de                              |
| Angelos Lambrou                                                             | 100m (m)                 | series    | serie 1: 5de in 11,4                      |
| Konstantinos Pantelidis                                                     | 100m (m)                 | series    | serie 3: 5de                              |
| Renos Frangoudis                                                            | 200m (m)                 | series    | serie 2: 4de                              |
| Angelos Lambrou                                                             | 200m (m)                 | series    | serie 12: 4de                             |
| Vasilios Stavrinos                                                          | 400m (m)                 | series    | serie 13: 4de                             |
| Antonios Mangos                                                             | 800m (m)                 | series    | serie 3: 7de                              |
| Vasilios Stavrinos                                                          | 800m (m)                 | series    | serie 1: 6de                              |
| Andreas Paouris                                                             | 5000m (m)                | series    | serie 2: 9de                              |
| Evangelos Moiropoulos                                                       | 110m horden (m)          | series    | serie 8: 4de in 15,6                      |
| Evangelos Moiropoulos                                                       | 400m horden (m)          | series    | serie 1: 3de in 58,4                      |
| Vangelis Moiropoulos Konstantinos Petridis Angelos Lambrou Renos Frangoudis | 4x100m (m)               | series    | serie 1: 4de in 44,0                      |
| Stelios Benardis Renos Frangoudis Vangelis Moiropoulos Vasilios Stavrinos   | 4x400m (m)               | series    | serie 2: 6de                              |
| Konstantinos Petridis                                                       | verspringen (m)          | 29e       | kwalificatie groep C: 8ste met 6,63m      |
| Konstantinos Petridis                                                       | hink-stap-springen (m)   | 17e       | kwalificatie groep A: 8ste met 13,83m     |
| Antonios Karyofyllis                                                        | hoogspringen (m)         | 19e       | kwalificatie groep A: 6de met 1,77m       |
| Antonios Karyofyllis                                                        | hoogspringen (m)         | 19e       | kwalificatie groep B: 4de met 1,77m       |
| Stelios Benardis                                                            | polsstokhoogspringen (m) | 14e       | kwalificatie groep A: 7de met 3,30m       |
| Argyris Karagiannis                                                         | polsstokhoogspringen (m) | DNF       | kwalificatie groep B: geen geldige poging |
| Dimitrios Karabatis                                                         | kogelstoten (m)          | 15e       | kwalificatie groep B: 10de met 12,98m     |
| Dimitrios Karabatis                                                         | discuswerpen (m)         | 34e       | kwalificatie groep B: 6de met 31,87m      |
| Georgios Zakharopoulos                                                      | speerwerpen (m)          | 20e       | kwalificatie groep D: 5de met 55,50m      |
| Stelios Benardis                                                            | tienkamp (m)             | 20e       | 5270 punten                               |

### Boksen
| Olympiër       | Discipline  | Resultaat | Prestatie                                              |
| -------------- | ----------- | --------- | ------------------------------------------------------ |
| Nikolaos Fexis | -50,8kg (m) | 9e        | 1ste ronde: W van CHI Turra 2de ronde: V van MEX Gaona |
| Nikolaos Fexis | -72,6kg (m) | 17e       | 1ste ronde: V van GER Leidmann                         |

### Schermen
| Olympiër                                                                                                 | Discipline     | Resultaat | Prestatie                                                                                |
| --- | -------------- | --------- | ---------------------------------------------------------------------------------------- |
| Georgios Ambet                                                                                           | degen (m)      | 48e       | 1ste ronde groep E: 8ste met 2 overwinningen                                             |
| Konstantinos Bembis                                                                                      | degen (m)      | 41e       | 1ste ronde groep D: 8ste met 3 overwinningen                                             |
| Tryfon Triantafyllakos                                                                                   | degen (m)      | 9e        | 1ste ronde groep F: 4de met 4 overwinningen kwartfinale groep B: 9de met 4 overwinningen |
| Konstantinos Botasis Tryfon Triantafyllakos Konstantinos Nikolopoulos Georgios Ambet Konstantinos Bembis | degen team (m) | 14e       | 1ste ronde groep A: 3de met 0 overwinningen                                              |
| Konstantinos Botasis                                                                                     | floret (m)     | 40e       | 1ste ronde groep C: 6de met 1 overwinning                                                |
| Konstantinos Nikolopoulos                                                                                | floret (m)     | 40e       | 1ste ronde groep D: 8ste met 1 overwinning                                               |
| Konstantinos Botasis Georgios Ambet Tryfon Triantafyllakos Konstantinos Nikolopoulos                     | sabel team (m) | 9e        | 1ste ronde groep A: 3de met 0 overwinningen                                              |

### Worstelen
| Olympiër          | Discipline  | Resultaat   | Prestatie                                                  |
| Vrije stijl       | Vrije stijl | Vrije stijl | Vrije stijl                                                |
| ----------------- | ----------- | ----------- | ---------------------------------------------------------- |
| Theofilos Tomazos | -72kg (m)   | 10e         | 1ste ronde: V van EST Praks                                |
| Grieks-Romeins    |             |             |                                                            |
| Georgios Zervinis | -56kg (m)   | 19e         | 1ste ronde: V van HUN Zombori                              |
| Vasilios Pavlidis | -66kg (m)   | 13e         | 1ste ronde: V van SWE Petterson 2de ronde: V van TUR Yalaz |

Argentinië · Australië · België · Brits-Indië · Bulgarije · Canada · Chili · Cuba · Denemarken · Duitsland · Egypte · Estland · Filipijnen · Finland · Frankrijk · Griekenland · Groot-Brittannië · Haïti · Hongarije · Ierland · Italië · Japan · Joegoslavië · Letland · Litouwen · Luxemburg · Malta · Mexico · Monaco · Nederland · Nieuw-Zeeland · Noorwegen · Oostenrijk · Panama · Polen · Portugal · Roemenië · Spanje · Tsjecho-Slowakije · Turkije · Uruguay · Verenigde Staten · Zuid-Afrika · Zuid-Rhodesië · Zweden · Zwitserland